# Турки в Египте
Турки в Египте (араб. أتراك مصر‎, тур. Mısır Türkleri) — граждане Египта турецкого происхождения. В большинстве своём являются потомками пришельцев из Средней, а затем Малой Азии. Свою историю турки Египта начинают с эпохи Тулунидов (868–905), Ихшидидов (935–969), мамлюков (1250–1517), а впоследствии и Османской империи (1517–1867 и 1867–1914). Сегодня их потомки продолжают жить в Египте и по-прежнему идентифицируют себя как египтяне турецкого или смешанного происхождения, хотя они также полностью интегрированы в египетское общество.

## История

### Оттоманская эра
В течение четырех столетий османского владычества турецкие поселенцы прибыли преимущественно из Анатолии; однако многие также прибыли с Османских островов (таких как острова Эгейского моря, Крит и Кипр), а также из известных османских городов (таких как Стамбул, Алжир и Тунис).
По одной оценке, в 1833 году турецкое население Египта составляло 30 000 человек; однако в 1835 году газета Missionary Herald утверждала, что население носит смешанный характер: основную массу составляют мусульмане, говорящие на арабском языке, и меньшинство говорящих на турецком языке, принадлежащих к правящему классу Османской империи. Точно так же в 1840 году в серии The Saturday Magazine утверждалось, что население Египта составляет всего около двух с половиной миллионов человек, большинство из которых составляют арабоязычные массы и османский правящий класс. Это исследование широко дискредитировано и не имеет научной основы.
К 1878 году фирма Карла Бедекера опубликовала перепись, в которой говорилось, что население Египта «едва ли превышает 5 миллионов» и что население турецкого происхождения едва достигает 100 000 человек (что составляет примерно 2% населения), в основном сосредоточенное в городах.
| Османы иностранного происхождения в Египте: [1907 - 1917] года | Османы иностранного происхождения в Египте: [1907 - 1917] года | Османы иностранного происхождения в Египте: [1907 - 1917] года |
| -------------------------------------------------------------- | -------------------------------------------------------------- | -------------------------------------------------------------- |
| Национальности                                                 | 1907 год                                                       | 1917 год                                                       |
| Турки                                                          | 27,591                                                         | 8,471                                                          |
| Арабы                                                          | 440                                                            | 386                                                            |
| Армяне                                                         | 7,747                                                          | 7,760                                                          |
| Греки                                                          | N/A                                                            | 4,258                                                          |
| Евреи                                                          | N/A                                                            | 1,243                                                          |
| Сирийцы (включая арабов, туркмен и курдов)                     | 33,947                                                         | 7,728                                                          |
| Другие расы                                                    | 951                                                            | N/A                                                            |
| Всего иностранцев                                              | 69,725                                                         | 30,797                                                         |

### Пост-османская эпоха
До египетской революции 1919 года правящая элита была в основном турецкой или турецкого происхождения, что было частью наследия османского владычества в Египте. Этническая принадлежность Египта в это время была ещё размытой; однако Амаль Талаат Абдельразек описывает турецкое общество в Египте следующими словами:

"Этот интериоризированный отказ от местного и арабского отчасти происходит от того факта, что правящие и высшие классы в годы, предшествовавшие революции, были в основном турками или выходцами из турок, частью наследия османского владычества в Египте. Если кто-то не был на самом деле западным, а принадлежал к элите, он был турецким. Только массы, сельские жители, были в первую очередь просто египтянами, а во вторую, возможно, арабами."

## Язык
Во время османского владычества в Египте регионом напрямую управляла тюркоязычная элита. Следовательно, лексическое турецкое влияние египетского арабского диалекта было более чётким и последовательным, чем в левантийском арабском языке, особенно формальные термины, такие как паша и бек, которые до сих пор используются в повседневных разговорах. Сегодня многие турецкие лексические единицы (и персидские заимствования через турецкий язык) прочно интегрированы в египетский арабский язык.

## Численность
Согласно статье Гамаля Нкрумы в египетском еженедельнике «Аль-Ахрам», оценки численности потомков турок значительно различаются: от 100 000 до 1 500 000 человек. Однако по одной из оценок 1971 года предполагалось, что население одних только критских турок в Египте составляло 100 000 человек. Более того, по другой оценке 1993 года, турецкое меньшинство в Египте в то время насчитывало 1,5 миллиона человек.